# Jacques Mbadu
Jacques Mbadu Nsitu, né le 21 septembre 1951 à Boma, au Kongo central, mort le 19 juillet 2018 à Kinshasa est un homme politique congolais. 

## Biographie

### Formation
Il entre plus tard à l’Institut Saint Jean Baptiste de la Salle des Frères des écoles chrétiennes à Tumba aux Cataractes dans le Kongo central pour y achever (1971-1973) les études secondaires cycle long et obtient son diplôme d’État.
Il prend alors son inscription à l’université nationale du Zaïre UNAZA-Campus de Kisangani, d’où il sortira muni du diplôme de licence en gestion des entreprises (1973-1977).

### Carrière professionnelle
Il a entre autres travaillé pour la Fédération des entreprises du Congo (FEC) et au sein des sociétés du groupe Bracongo (ex-Unibra).

### Carrière politique

#### Gouverneur puis parlementaire
En 2006, il est appelé par Joseph Kabila aux fonctions de gouverneur du Kongo central. 
Élu sénateur indépendant en 2007, il est élu député national dans la circonscription électorale de Boma avec dix-sept mille neuf cents voix aux législatives de 2011. Il est président du parti politique Accord pour l’alliance avec les alliés (AAA) de la majorité présidentielle.

#### De nouveau gouverneur du Kongo Central
Le 31 octobre 2012, Jacques Mbadu Nsitu devient le 31e gouverneur de la province du Bas-Congo (aujourd'hui Kongo central). L’ancien sénateur, qui postule en indépendant avec pour colistier Matubuana Nkuluki Atou bat au second tour le duo Déo Nkusu Bikawa / Mulatu Puati Jean-Marie, investis par le parti de la majorité présidentielle, le PPRD. Il revient à la tête de cette province après l’avoir dirigée brièvement pendant 3 mois (octobre 2006 à janvier 2007). Il réintègre par la suite le PPRD.
Lors de sa prise de fonction en 2013, à l'issue de son procès contre Déo Nkusu Kunzi Bikawa, il révoque tous les ministres et met en place les chefs de division provinciaux pour assurer le service minimum au sein des ministères.
Le 29 août 2014, il devient le nouveau président de l’interfédéral du Parti du peuple pour la démocratie et la reconstruction (PPRD) du Bas-Congo.
En novembre 2015, il remanie son gouvernement et annonce la dissolution de la REPERE (Régie provinciale d'encadrement et des recouvrement des recettes du Bas-Congo), et révoque collectivement ses 350 agents. Il crée en remplacement la Direction générale des recettes du Kongo central (DGRKC) sur base des recommandations du forum de Kisangani. Il y nomme 189 personnes pour assurer le service minimum en attendant un recrutement. Après 3 mois, se sont ajoutés sur cette liste 64 agents et l'effectif est passé à 253 agents. La plus grande partie des agents licenciés est réintégrée 11 mois plus tard.
Il fait l'objet fin 2016 d'une motion de défiance initiée par huit députés, qui outre ces licenciements lui reprochent le détournement des rétrocessions (la quote-part des recettes destinée à financer les frais de fonctionnement et les salaires des administrations territoriales), et l'instauration de taxes illégales qui ne bénéficieraient pas au budget de la province. La motion est rejetée, principalement pour des raisons de vice de procédure.
En mai 2017, il remanie de nouveau son gouvernement dont les effectifs passent de 10 à 6 ministres, tous masculins. Il attribue cette restructuration aux difficultés financières rencontrées par le gouvernement face au laxisme de l'organisme chargé de collecter les recettes. Il annonce dans le même temps le licenciement de nombreux fonctionnaires, dont il promet que les arriérés de salaires seront honorés.
Jacques Mbadu Nsitu meurt le 19 juillet 2018 à l’Hôpital du Cinquantenaire de Kinshasa.